# Waldemar Besson
Waldemar Max Besson (* 20. November 1929 in Stuttgart; † 12. Juni 1971 in Konstanz) war ein deutscher Historiker, Politikwissenschaftler und Publizist. Er lehrte als Professor in Erlangen und Konstanz.

## Leben und Wirken

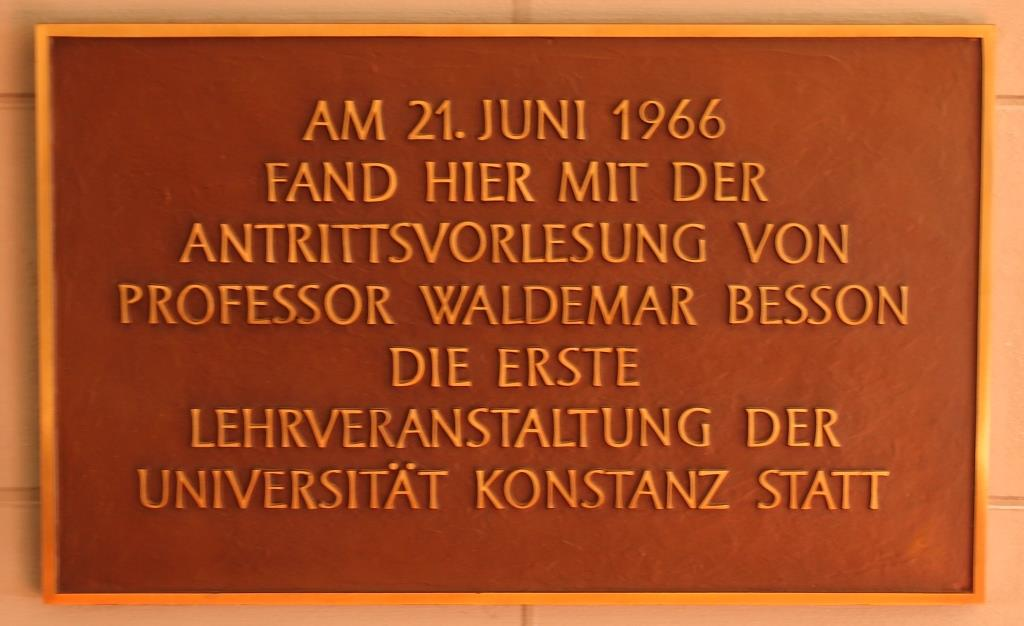
Tafel für Waldemar Besson im Inselhotel in Konstanz

Waldemar Besson wurde als Sohn des Stadtobersekretärs Richard Besson und dessen Frau Mina, geb. Schlecht, in Stuttgart geboren. Nach dem Abitur an der Daimler-Oberschule in Stuttgart-Bad Cannstatt studierte er ab November 1949 Geschichte, Anglistik, Amerikanistik und Politische Wissenschaften an der Universität Tübingen, wo er Mitglied der Akademischen Verbindung Virtembergia wurde. 1950 ging Besson für ein Studienjahr an die University of California nach Santa Barbara. Im Februar 1955 wurde er bei Hans Rothfels in Tübingen mit einer Arbeit über Die politische Terminologie des Präsidenten Franklin D. Roosevelt promoviert. Zwischen 1954 und 1958 war Besson Assistent von Rothfels und habilitierte sich 1958 mit der Studie Württemberg und die deutsche Staatskrise 1928–1933. Eine Studie zur Auflösung der Weimarer Republik. Anschließend war Besson Privatdozent in Tübingen. Anfang der 1960er-Jahre wechselte er als Professor für politische Wissenschaften an die Universität Erlangen und wurde dort gemeinsam mit seinem Assistenten Kurt Tudyka zum Ziel der Konservativen Front der Brüder Marcel und Robert Hepp. Von 1964 bis 1965 war Besson Dekan der politikwissenschaftlichen Fakultät. Im Jahr 1966 wechselte er als Professor für Politikwissenschaften an die neu gegründete Universität Konstanz. Außerdem war er Prorektor der Universität.
Ein Forschungsschwerpunkt war neben anderen die Analyse der bundesdeutschen Außenpolitik. Dabei vertrat er die These, dass die Bundesrepublik ihren Handlungsspielraum gegenüber den Weltmächten nicht ausschöpfte. Zu diesem Thema schrieb er das Buch Die Außenpolitik der Bundesrepublik. Hinzu kamen Veröffentlichungen über Franklin D. Roosevelt, das Ende der Weimarer Republik in Württemberg, eine Biografie über Friedrich Ebert, eine Studie über die amerikanische Außenpolitik zwischen Roosevelt und John F. Kennedy sowie zahlreiche kleinere wissenschaftliche Veröffentlichungen.
Neben der akademischen Lehrtätigkeit mischte sich Besson stets auch in politische Tagesfragen ein. Obwohl selbst CDU-Mitglied, kritisierte er zusammen mit 29 anderen Professoren 1962 das Verhalten der Bundesregierung während der Spiegelaffäre. Besson hatte „auch gute Kontakte zur SPD, deren ‚Ostpolitik‘ er [...] als einer der ersten Professoren publizistisch unterstützte.“
Publizistisch war Besson für Zeitungen und das Fernsehen tätig. Er war unter anderem freier Mitarbeiter des ZDF, des Süddeutschen und des Bayerischen Rundfunks (BR). Für den BR war er zwischen 1963 und 1969 als regelmäßiger Kommentator tätig. Im Übrigen war er seit 1962 Mitglied im ZDF-Fernsehrat. Im Februar 1971 war er als Favorit des Verwaltungsratsvorsitzenden Helmut Kohl als Intendant des ZDF im Gespräch. Amtsinhaber Karl Holzamer wurde wiedergewählt, auch in der Hoffnung, dass Besson ihm fünf Jahre später nachfolgen möge. Besson starb aber kurz darauf überraschend an den Folgen eines Nierensteinleidens.

## Schriften (Auswahl)
- Die politische Terminologie des Präsidenten Franklin D. Roosevelt. Eine Studie über den Zusammenhang von Sprache und Politik, Mohr, Tübingen 1954 (= Tübinger Studien zur Geschichte und Politik, Band 1) (Zugl.: Tübingen, Univ., Diss., 1955).
- Württemberg und die deutsche Staatskrise 1928–1933. Eine Studie zur Auflösung der Weimarer Republik, Deutsche Verlagsanstalt, Stuttgart 1959 (Zugl.: Tübingen, Univ., Habil.-Schr., 1958).
- (als Herausgeber): Geschichte, Fischer, Frankfurt/M. 1961 (= Fischer-Lexikon, Band 24) (und spätere Ausgaben).
- Friedrich Ebert. Verdienst und Grenze, Musterschmidt, Göttingen 1963 (= Persönlichkeit und Geschichte, Band 30) (2. Auflage 1970).
- (als Herausgeber): Geschichte und Gegenwartsbewusstsein. Historische Betrachtungen und Untersuchungen. Festschrift für Hans Rothfels zum 70. Geburtstag, Vandenhoeck & Ruprecht, Göttingen 1963.
- Von Roosevelt bis Kennedy. Grundzüge der amerikanischen Außenpolitik 1933–1963, Fischer, Frankfurt/M. 1964.
- (zusammen mit Gotthard Jasper): Das Leitbild der modernen Demokratie. Bauelemente einer freiheitlichen Staatsordnung, List, München 1965 (4. Auflage 1971).
- Die großen Mächte. Strukturfragen der gegenwärtigen Weltpolitik, Rombach, Freiburg/Br. 1966.
- Die Außenpolitik der Bundesrepublik. Erfahrungen und Maßstäbe, Piper, München 1970, ISBN 3-492-01841-6.
- Erlebte Zeitgeschichte kritisch beobachtet. 44 Stücke politischer Publizistik, Südkurier, Konstanz 1970, ISBN 3-87799-001-0.
- Die letzten Südkurier-Artikel, Südkurier, Konstanz 1971.